# Martin Rose
Martin Rose (* 30. September 1696 in Volkstedt; † 29. Januar 1758 in Apolda) war ein deutscher Glockengießer. Er war ein jüngerer Bruder des ersten Glockengießers von Apolda, Johann Christoph Rose, und führte die Tradition der Glockengießerei in Apolda fort.

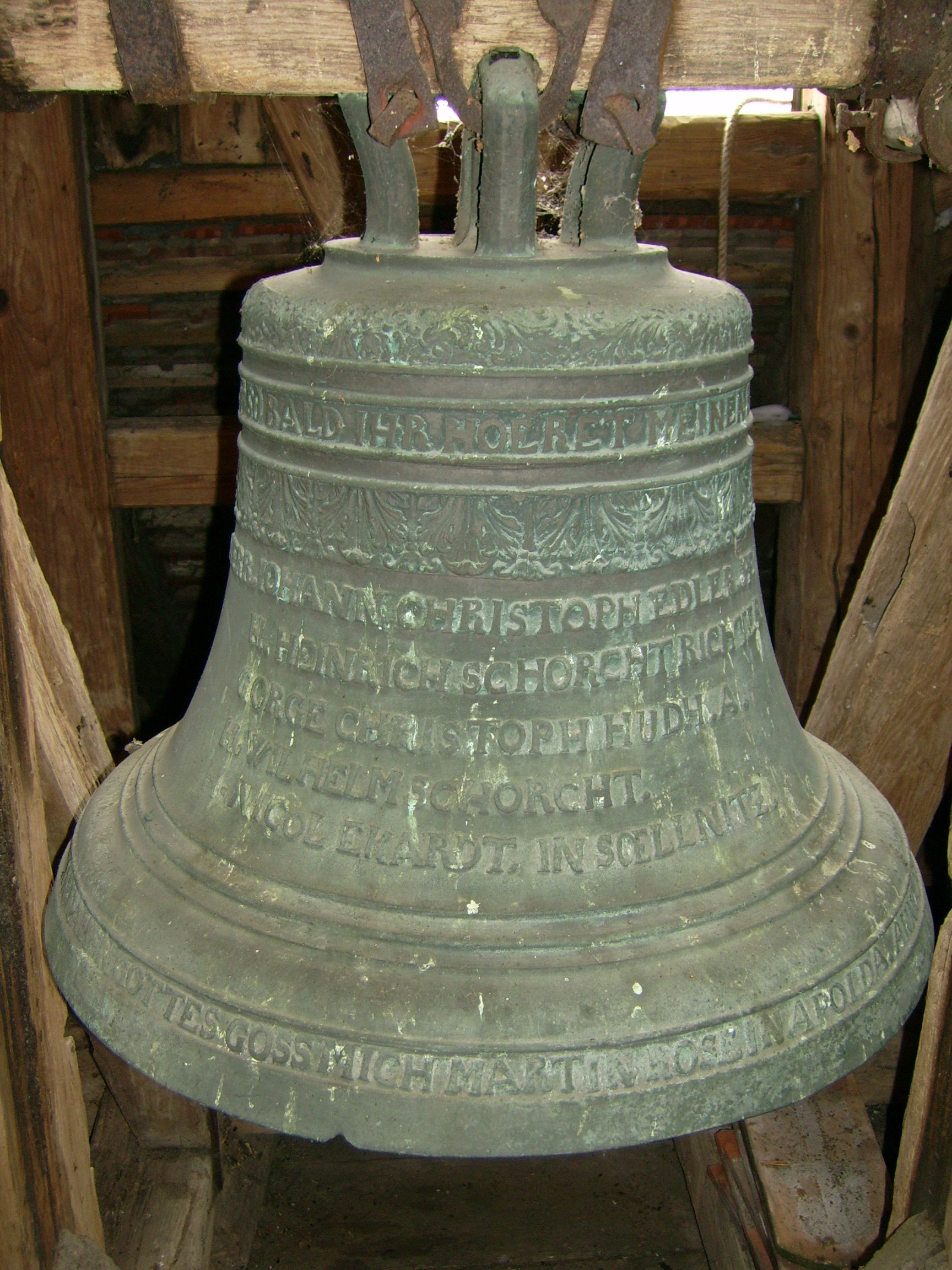
Glocke der Dorfkirche Söllnitz von Martin Rose

## Leben und Werk
Martin Rose war der zweitjüngste Sohn von Johann Rose (1654–1716), Glockengießer in Volkstedt, und dessen Frau Barbara Rose; das Ehepaar hatte sieben Kinder.
Nach des Vaters Tod führte der jüngste Sohn Johann Wolfgang Rose (1699–1750) in Volkstedt die Glockengießerei weiter. Der gemeinsame Großvater Christoph Rose (1630–1675) hatte die familieneigene Glockengießerei in Volkstedt begründet.
Ab wann und wie lange Martin Rose in der Glockengießerei seines Brundes Johann Christoph Rose in Apolda mitarbeitete, ist nicht bekannt. Nach dessen Tod im Jahr 1749 führte Martin Rose die Glockengießerei weiter. Da beide Brüder kinderlos waren, übernahm Johann Georg Ulrich junior, ältester Sohn des Glockengießers Johann Georg Ulrich senior aus Laucha, das Unternehmen.

## Schaffen
In der Glockenliteratur um das Jahr 1900 werden 43 Orte angegeben, in denen sich damals Glocken aus Johann Christoph Roses Schaffenszeit von 1712 bis 1748 befunden haben sollen. Er verstarb im Jahr 1749 – womöglich sind einige Glocken der letzten Jahre bereits Martin Rose (mit)zuzuschreiben, ohne dass der namentlich erwähnt wurde.
Es gab Martin-Rose-Glocken an mindestens sieben Orten u. a. in Neumark und Krautheim. Die einzige von ihm bis heute überlieferte Glocke aus dem Jahr 1755 läutet in Söllnitz.
Das erste Gießereigelände in Apolda wurde schnell zu klein. Wohl schon 1722 zog der ältere Bruder daher auf das Gelände der jetzigen Glockengießereistraße 2, das damals außerhalb der Vorstadt lag.
Johann Christoph Rose und Martin Rose legten mit ihrer Arbeit die Grundlage für die fast drei Jahrhunderte währende Tradition der Glockengießerei in Apolda.

## Varia
Ernst Fauer hat in seinen Recherchen bis 2018 herausgefunden, dass Martin Rose in den Militärakten des Herzogtums Sachsen-Weimar im Staatsarchiv Weimar am Beethovenplatz mehrfach als Militärangehöriger aufgeführt ist – also offenbar, um eine heutige Formulierung zu verwenden, langjähriger Berufssoldat war. Womöglich war das sein Werdegang, bevor er zu seinem ältesten Bruder nach Apolda zog und in dessen Glockengießerei mitarbeitete.